# Mansur ibn Abd ar-Rahman
Mansur ibn Abd ar-Rahman, Mansur ben Abderrahman (arab. منصور بن عبد الرحمن, Manṣūr ibn ʿAbd ar-Raḥmān) – dowódca marokański, w latach 1595–1596 dowodził inwazją na Songhaj.
Mansur ibn Abd ar-Rahman pełnił urząd kaida w Maroku. Sułtan Ahmad al-Mansur, na wieść o nielojalnych poczynaniach paszy Mahmuda ibn Zarkuna wysłał ibn Abd ar-Rahmana do Timbuktu, aby zabił krnąbrnego paszę i przejął jego tytuł oraz obowiązki. Mansur przeprowadził przez Saharę 3000 żołnierzy, nie zdołał jednak ukarać ben Zerguna, gdyż ten wcześniej zginął w samobójczym ataku na songhajskie pozycje. 
Mansur dotarł do Timbuktu 15 marca 1595 roku. W czerwcu starł się z siłami Askii Nuha w Hombori. Osiągnięte zwycięstwo zapewniło mu wielu jeńców, których przekazał marionetkowemu Askii Sulajmanowi. Miało to zjednać jego rządom mieszkańców Timbuktu, wobec którego prowadził ugodową politykę. Pasza ścigał przestępców napadających na kupców. Pilnował, by w mieście panował ład i spokój, czym zaskarbić miał sobie sympatię mieszkańców.
Mansur nie był w stanie dogadać się z pierwszym paszą przybyłym do Songhaju – Dżaudarem, niechętna wobec niego były też wojska, które został w paszaliku. Nie pomogło w tym rozporządzenie sułtana, aby Mansur dowodził wojskiem, zaś Dżaudar zajmował się sprawami administracyjnymi. Mansur ibn Abd ar-Rahman zmarł 9 listopada 1596 roku, gdy przygotowywał wojsko do ataku na Dendi. Prawdopodobnie został on otruty na rozkaz Dżaudara.